# Петр Ванічек
Петр Ванічек (англ. Petr Vaníček) — канадський геодезист чеського походження, провідний фахівець у сфері фізичної геодезії, один із творців сучасних методів обчислення геоїда. Його наукові праці стали основою для формування точних гравітаційних моделей Землі та розвитку супутникової навігації.

## Біографія
Народився у Чехословаччині 18 липня 1935 року. Згодом емігрував до Канади, де здобув вищу освіту та науковий ступінь доктора філософії в галузі геодезії. Працював професором в Університеті Нью-Брансвіка, Канада.

## Наукова діяльність
Петро Ванічек є співавтором так званого **модифікованого методу Стокса** — підходу до обчислення геоїда, який дозволяє точно враховувати локальні гравітаційні аномалії, топографію та інші ефекти. Основу методу становить процедура **Remove–Compute–Restore (RCR)**. Завдяки його роботам розрахунок геоїда став більш точним, зокрема для потреб GPS, картографії та гравіметрії.

## Визнання
Його методики використовуються національними агентствами геодезії в Канаді, США, Європі, Австралії. Авторитетний у міжнародній геодезичній спільноті.

## Основні праці
- Vaníček P., Krakiwsky E.J. Geodesy: The Concepts. North-Holland, 1982.
- Vaníček P. et al. The Stokes-Helmert scheme for the computation of a geoid. Journal of Geodesy.
- Інші наукові публікації